# Rio Chari
O Rio Chari ou Shari é um rio da África Central com 949 km de extensão. Flui desde a República Centro-Africana através do Chade, desaguando no lago Chade, acompanhando a fronteira Camarões-Chade desde N'Djamena, local onde recebe as águas do rio Logone até desaguar no lago, constituindo-se como fonte de 90% da água deste lago. Drena uma bacia de 548 747 km2, o que a torna uma das 50 maiores bacias hidrográficas do mundo.
O rio Chari surge da confluência, junto à fronteira Chade-República Centro-Africana, de dois rios bastante caudalosos em todas as estações do ano: o rio Bamingui, que provém de sudeste e que é habitual considerar como o curso alto do Chari, e o rio Gribingui, que vem de sul.

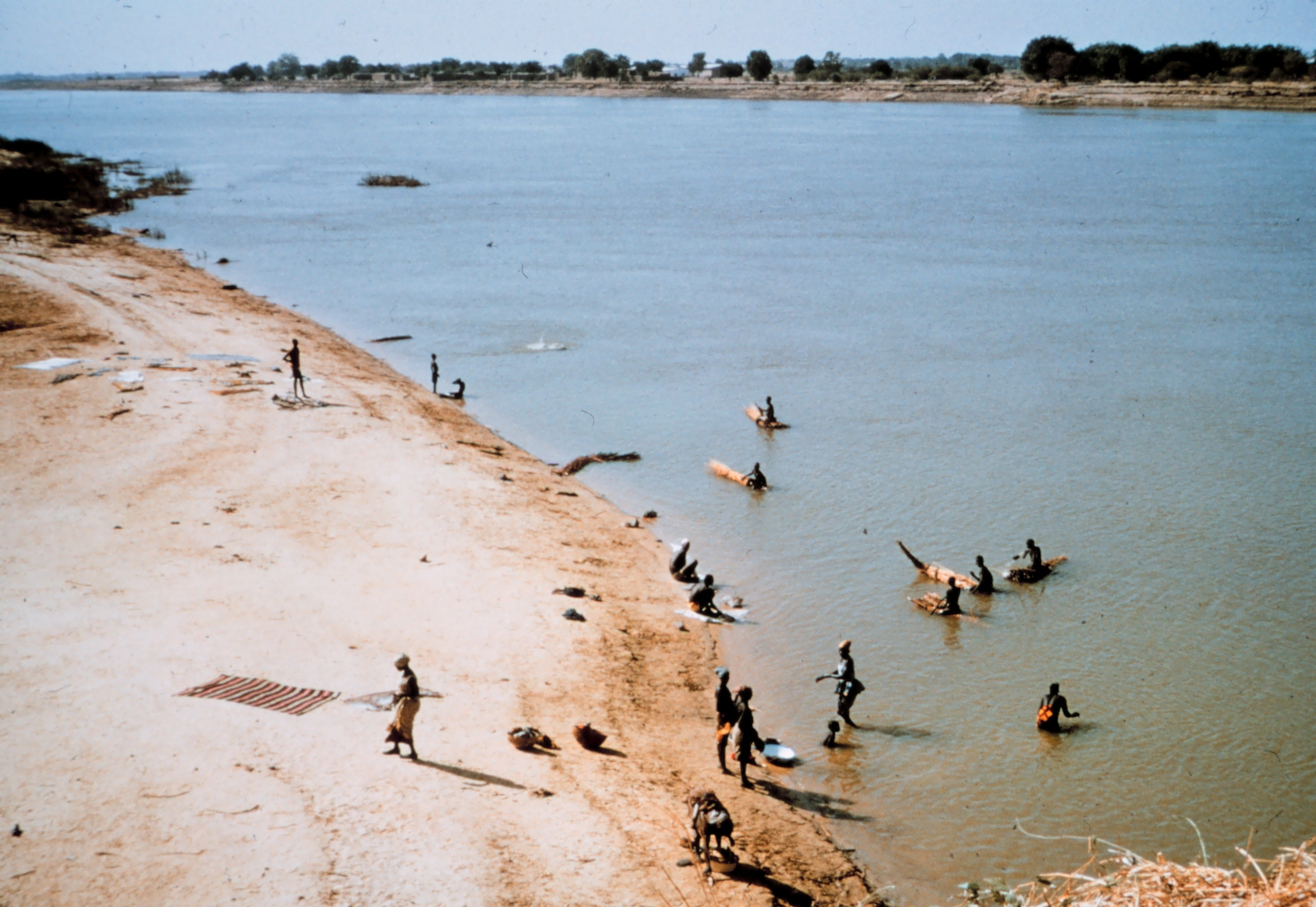
Praia no Chari em N'Djamena.